# Kaplan (Louisiane)
Pour les articles homonymes, voir Kaplan.
Kaplan est une petite ville située dans la paroisse civile de Vermilion, dans l'État de Louisiane, aux États-Unis.

## Histoire
Lorsque l'église catholique du Saint-Rosaire est construite en 1896, la majeure partie de la population est composée d'Acadiens et le français est la principale langue parlée. La ville est nommée en l'honneur d'Abrom Kaplan qui acheta la Plantation de Jim Todd en 1901. En 1902, elle est officiellement reconnue par l'État.
La Fête nationale française est célébrée tous les ans depuis le 14 juillet 1906.

## Géographie
Kaplan est localisée à 30° 00′ 16″ N, 92° 17′ 09″ O (30.004548, -92.285964). Selon le United States Census Bureau, la ville compte une superficie totale de 5,7 km².

## Démographie
D'après le recensement de 2010, Kaplan compte 4 600 habitants (contre 5 177 en 2000), dont 82,46 % de blancs, 13,89 % de noirs, 0,3 % d'amérindiens, 0,91 % d'asiatiques, et 1,67% de multi-raciaux.